# Ménil-Hubert-en-Exmes
Ménil-Hubert-en-Exmes är en kommun i departementet Orne i regionen Normandie i nordvästra Frankrike. Kommunen ligger i kantonen Gacé som tillhör arrondissementet Argentan. År 2022 hade Ménil-Hubert-en-Exmes 120 invånare.

## Befolkningsutveckling
Antalet invånare i kommunen Ménil-Hubert-en-Exmes
| Referens: INSEE |